# Чжан Пэйюань
Чжан Пэйюань — китайский генерал, начальник гарнизона Или. Во время Кумульского мятежа он сражался против уйгуров и дунган, но затем начал секретные переговоры с дунганским генералом Ма Чжунъином, пытаясь сколотить коалицию для противодействия Шэн Шицаю и советским войскам. Подконтрольные Чжану войска насчитывали около 3 тысяч солдат. Этими силами ему почти удалось разбить армию Шэна, однако «князь Синьцзяна» был спасен советскими войсками. В 1934 году Чжану пришлось совершить самоубийство, чтобы избежать пленения советскими войсками.